# داء المستخفيات
داء المستخفيات (بالإنجليزية: Cryptococcosis)‏ تسببه فطر المستخفيات، وهو عالمي الانتشار. ويحدث أوراماً شبه صمغية وآفات حبيبومية في الرئة والعظام والمخ والسحايا والمفاصل والجلد. وكثيراً ما يشاهد الفطر في السائل الدماغي الشوكي عندما يصيب الجملة العصبية. يجب إعطاء الأمفوتريسين عن طريق الفم، ويمكن استئصال الآفات الرئوية المتوضعة جراحياً. Blood cultures may be positive in heavy infections. حبر هندي of the CSF is a traditional microscopic method of diagnosis,

## المرضية
لم يتم توضيح انتقال المرض، عندما قطرات الحصانة، يمكن مسببات الأمراض غزو والسبب المباشر في خط الاتصال الدم، لذلك الاستخدام طويل الأمد للعوامل المثبطة للمناعة أو القشرية في المرضى الذين يعانون من الإيدز ومرضى سرطان الدم عرضة للإصابة بالمرض. تقريبا كل من المستخفية المورمة عدوى رئوية مع غزو الإنسان، 90% من الآفات يقتصر على الرئتين، و10% يمكن أن ينتشر من خلال انتشار الدم إلى الأعضاء الأخرى. الجهاز العصبي المركزي والجلد هو الموقع الأكثر شيوعا من العدوى الثانوية، والبكتيريا تميل إلى غزو قد يكون الجهاز العصبي المركزي موجودة في السائل المخي الشوكي ومصل الكرياتينين أسباراجين يساعد البكتيريا.

## العلاج
تتمثل المعالجة المفضلة في هذه الحالة بالتسريب الوريدي للأمفوتريسين amphotericin بمفرده أو بالمشاركة مع الفلوسيتوزين flucytosine، ويمكن إعطاء الفلوكونازول fluconazole الوريدي بمفرده كعلاج بديل خاصةً لدى مرضى الإيدز، ويمكن استخدام الفلوكونازول الفموي للوقاية من النكس حتى عودة المناعة إلى وضعها الطبيعي.

## معرض صور

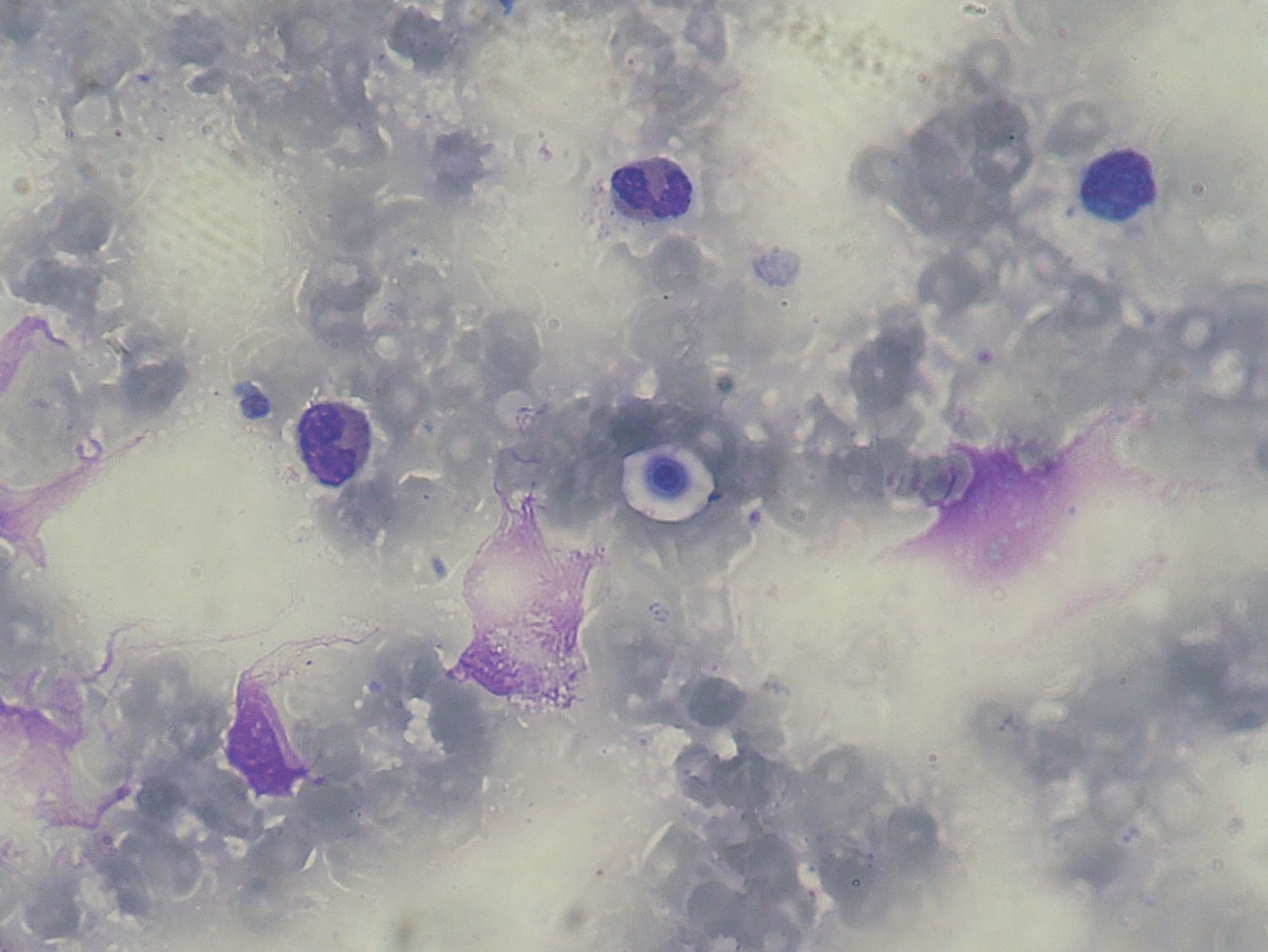
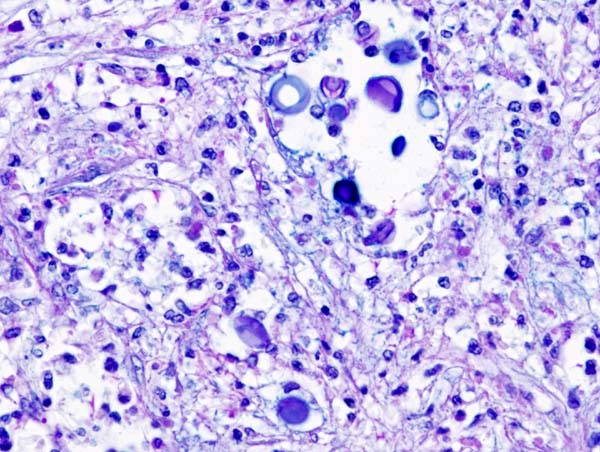
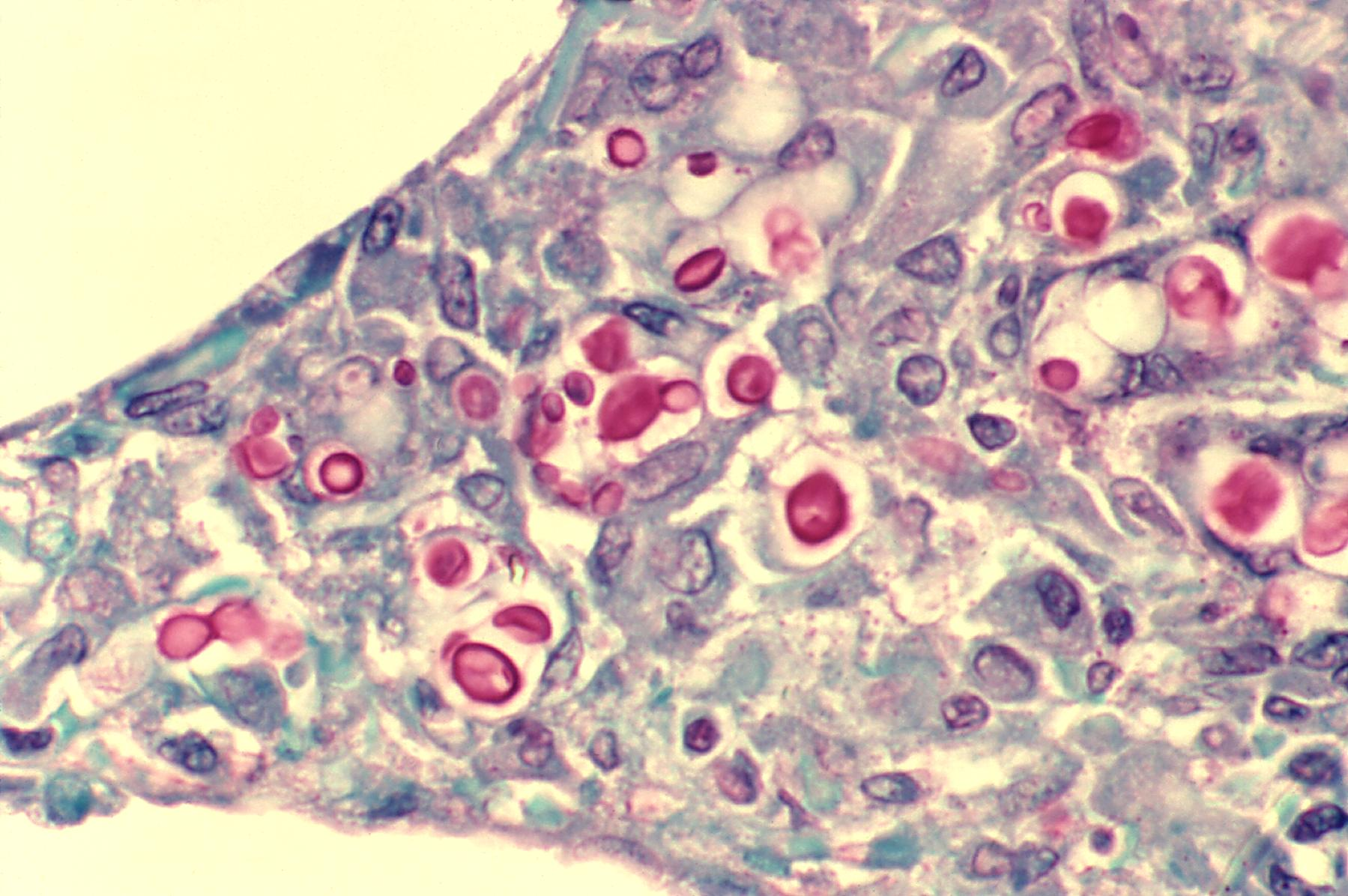
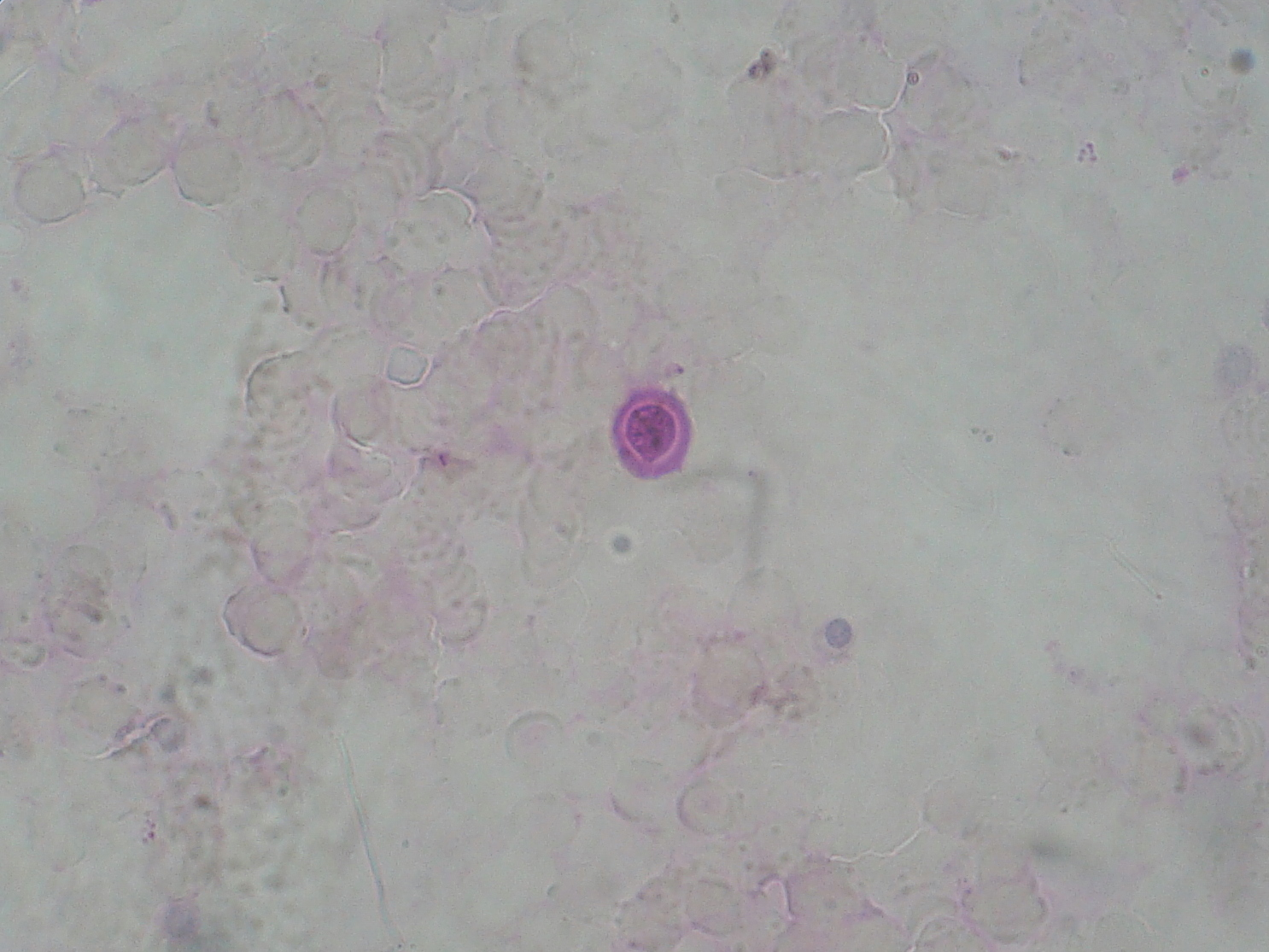
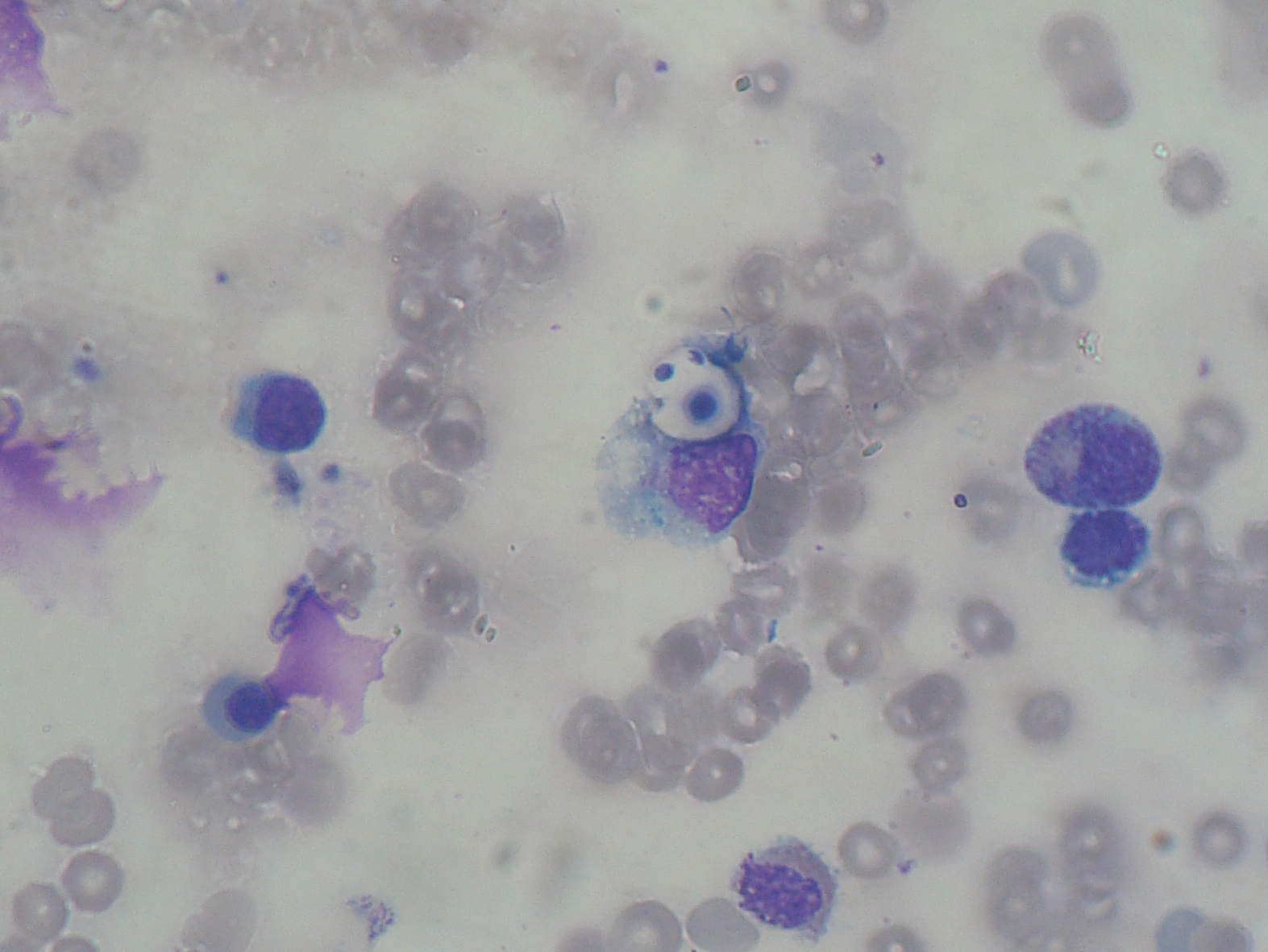
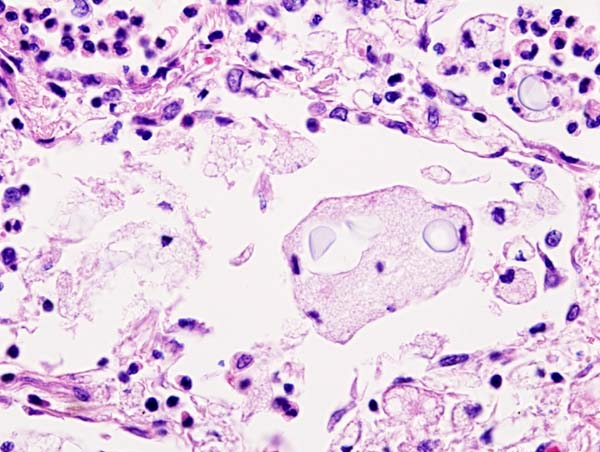